# 吉祥寺CLUB SEATA
吉祥寺CLUB SEATA（きちじょうじ クラブ シータ）は、東京都武蔵野市吉祥寺本町にあるライブハウス・クラブである。大阪を中心に事業展開を行う株式会社ベースオントップが運営を行っている。吉祥寺SEATAあるいはCLUB SEATAとも呼称される。

## 沿革
CLUB SEATAは大阪を基点に音響関連事業を行うベースオントップによって2009年10月1日にオープンされ、その2日後にクラブとしての営業も開始した。同社が東京都内で開業したライブハウスは大塚Deepaに続き2店舗目となった。店舗名の「SEATA」はアラビア語の「6」を表す「スィータ」に由来し、これはベースオントップ系列で6店舗目に開業したライブハウスであることにちなんでいる。開業後の2009年12月末には入場無料でのカウントダウンパーティを開催した。CLUB SEATAはバンド主催のライブのほか、アイドルやアニメ、声優関連の催しに加え、学生のイベントなどでも利用されている。特に中高生による自己表現イベント「ナキワラ！」の都大会の開催会場として、本ライブハウスが利用されることがある。

## 施設
吉祥寺大通りに面した吉祥寺パーキングプラザの地下1階に店舗を構え、深夜営業も行われている。ライブスペースはスタンディングで500名が収容可能で、100名分の座席も備えており、西東京エリアでは最大規模のライブハウスとなっている。ライブステージは幅9.8メートル×奥行き4.8メートルで、ダンス・パフォーマンスにも適したスペースが用意されている。ラウンジスペースは100名が収容可能で、DJイベントを開催することも可能になっている。ラウンジに併設されたバーカウンターでは50種類以上のドリンクが提供されている。そのほか、演者用の楽屋は3部屋用意されている。